# Rodhuish
Rodhuish is een plaats in het Engelse graafschap Somerset. Rodhuish komt in het Domesday Book (1086) voor als 'Radehewis'.